# 法性寺 (逗子市)
法性寺（ほっしょうじ）は、神奈川県逗子市久木にある日蓮宗の寺院。

## 概要
山号・猿畠山（えんばくさん）。松葉ヶ谷法難の際、日蓮が白猿に導かれ難を逃れた岩窟の地に建立されたと伝えられ、日蓮六老僧の一人である日朗の墓所がある。14世紀に本圀寺とともに京都に移転、さらに17世紀に旧地に同一の山名・寺号で一寺が建立された。逗子市法性寺は比企谷妙本寺（長興山）池上本門寺（長栄山）両山奥之院を称し、旧本山は比企谷妙本寺。池上不二庵法類 土富店法縁。因みに、京都府法性寺は現在京都市左京区田中町下柳町28に位置し、本圀寺の旧末寺500ヶ寺のうち「末頭」の地位にある。達師法縁。

## 歴史
建長5年（1253年）、日蓮は安房国清澄寺より鎌倉入りし、松葉ヶ谷に草庵を構え布教活動を行っていたが、文応元年（1260年）、『立正安国論』を鎌倉幕府五代執権北条時頼へ献じたことをきっかけに、浄土教信者らにより夜間、草庵を襲撃・焼き討ちされた（松葉ヶ谷法難）。この時、暴徒到着に先立ち、日蓮の前に白猿が現れ、その導きにより山中の岩窟に隠れて難を逃れたとされる。日蓮はこれを山王権現の加護であるとし、弟子たちに報恩を託した。
下って元応2年（1320年）、日蓮の高弟・日朗死去にあたり、遺言により、遺体は朗門の九鳳（九老僧）の一人である弟子の朗慶により松葉ヶ谷の安国論寺で荼毘に付され、かつて日蓮が逃れたと伝えられる岩窟がある御猿畠に葬られた。翌年の元亨元年（1321年）、朗慶によりこの地に建立されたのが法性寺である。
南北朝時代の貞和元年（1345年）には、本圀寺とともに京都に移転、寺領は比企谷妙本寺預かりとなった。京都への移転は勅命によるもので、当初は神光山の地に方四町の境内地を拝領、のち豊臣秀吉の命で京極の地に移転した。延宝3年（1675年）、元禄4年（1691年）の2回にわたり火災に会い、元禄6年（1693年）に現在地へ移転した。
慶長8年（1603年）、両山14世に自証院日詔が就くと旧境内の地に同一の山号・寺号で再興された。江戸時代に著された『新編鎌倉志』には、「御猿畠山 附山王堂跡 法性寺」と題し、以下のような由来が記されている。

## 境内
山門
谷下にあり、神奈川県道205号線およびJR横須賀線に面する。「猿畠山」の山号が書かれた扁額左右には、日蓮を導いたとされる白猿があしらわれている。また、山門前方には1921年（大正10年）に建てられた石柱があり、正面に「日蓮大聖人焼打御避難之霊跡」、側面に「至孝第一日朗聖人御墳墓之霊場」と刻まれている。
祖師堂
境内山上にある。現祖師堂は1924年（大正13年）建立。法華経勧持品第十三を読経する日蓮の等身大坐像が安置されている。
日朗菩薩御廟所
祖師堂前、向かって右手にある四面堂で、堂内に石塔を納める。
御避難の法窟
祖師堂向かって左側の岩山に、祖師堂に面して開いた石窟（やぐら）があり、これが、松葉ヶ谷法難の際に日蓮が避難した場所であると伝えられている。法窟内には、題目が刻まれた石塔（五輪塔）が安置されている。この五輪塔には、観応3年（1352年）の日朗三十三回忌に、九老僧の一人、日輪が諷誦文を手向けたと伝えられる。なお、山を越えた松葉ヶ谷の安国論寺境内にも、同法難時に避難したとする「南面窟」と呼ばれる小洞窟がある。
朗慶聖人供養廟塔
祖師堂の脇を通り、日蓮避難の法窟がある岩山の裏にある小石塔。江戸期、西国より伝わったとされる五輪塔だが、石質が柔らかく、かなり風化が進んでいる。
山王権現祠
日蓮避難の法窟がある岩山頂上にある法性寺鎮守。法窟手前、日朗廟所正面に鳥居と参道石段があり、頂上に小祠と、左右に題目石碑、五重塔が置かれている。比叡山麓の日吉大社を本社とし、山王信仰に基づき日本全国に祀られた末社のひとつ。伝承によれば法性寺建立前よりこの地に山王社が祀られており、日蓮も名越路を通り鎌倉に入る際には必ずその社を拝んだとされる。古来、山王神の神使は猿とされている。この岩山はもともと尾根筋と連続していたものが、間が人工的に掘り下げられた結果、取り残されたものと考えられる。岩山の尾根側の崖面下にもやぐらが掘られている。

奥の院（祖師堂・日朗廟所・法窟）より先は墓地で、その先は尾根筋に上がる小道があり、鎌倉七口のひとつ名越切通から分かれ、もともとは杉本寺方面に続く巡礼古道を結ぶ（現在は逗子・鎌倉間の山上の住宅地、「鎌倉逗子ハイランド」を経由する）尾根道に接続する。尾根南面（法性寺側）は人工の切り立った崖面で「お猿畠の大切岸」と呼ばれ、かつては古都鎌倉（鎌倉城）の防衛遺構であると言われていたが、2002年（平成14年）に行われた逗子市の発掘調査により、大々的に石材を切り出した石切り場跡であったことが確認されている。法性寺から上がってすぐの尾根上には、鎌倉時代後期から南北朝時代の間に作られたとされる石廟2基がある（鎌倉市指定文化財）。

## 歴代住職
| 代   | 日号     | 在位                      | 享年・備考 |
| ---- | -------- | ------------------------- | ---------- |
| 開山 | 日蓮     | 弘安5年10月13日（1282年） | 61歳       |
| 2世  | 日朗     | 元応2年1月21日（1320年）  | 78歳       |
| 3世  | 朗慶     | 元亨4年2月29日（1324年）  |            |
| 4世  | 日静     | 応安2年6月27日（1369年）  |            |
| 5世  | 日憲     | 延元1年10月13日（1336年） | 京都へ移転 |
| 19世 | 日念     |                           |            |
| 20世 | 日修     | 延宝2年3月18日（1674年）  |            |
| 21世 | 日性     |                           |            |
| 22世 | 日完     |                           |            |
| 23世 | 日喜     |                           |            |
| 32世 | 日悟     |                           |            |
| 33世 | 日演     |                           |            |
| 34世 | 日好     |                           |            |
| 35世 | 日和     |                           |            |
| 36世 | 日運     |                           |            |
| 37世 | 日定     |                           |            |
| 38世 | 日賢     |                           |            |
| 39世 |          |                           |            |
| 40世 | 日受     |                           |            |
| 41世 | 妙事院   |                           |            |
| 42世 |          |                           |            |
| 43世 | 日要     |                           |            |
| 44世 | 日遥     |                           |            |
| 45世 | 日行     |                           |            |
| 46世 | 日峯     |                           |            |
| 47世 | 日照     |                           |            |
| 48世 | 日生     |                           |            |
| 49世 | 日慶     |                           |            |
| 50世 | 高作玄誓 |                           |            |

### 京都 法性寺[6]
| 代   | 日号            | 在位                       | 享年・備考 |
| ---- | --------------- | -------------------------- | ---------- |
| 開山 | 日蓮            | 弘安5年10月13日（1282年）  | 61歳       |
| 2世  | 日朗            | 元応2年1月21日（1320年）   | 78歳       |
| 3世  | 朗慶            | 元亨4年2月29日（1324年）   |            |
| 4世  | 日静            | 応安2年6月27日（1369年）   |            |
| 5世  | 日憲            | 延元1年10月13日（1336年）  | 京都へ移転 |
| 6世  | 淳教            | 康暦3年2月21日（1381年）   |            |
| 7世  | 日存            | 明徳3年12月14日（1392年）  |            |
| 8世  | 日豪            | 永和2年6月12日（1376年）   |            |
| 9世  | 日遠            | 応永32年1月19日（1425年）  |            |
| 10世 | 日芸            | 嘉吉2年3月18日（1442年）   |            |
| 11世 | 日瀞            | 享禄5年6月24日（1532年）   |            |
| 12世 | 日命            | 永禄9年2月12日（1566年）   |            |
| 13世 | 日清            | 天正6年10月18日（1578年）  |            |
| 14世 | 日安            | 慶長17年10月17日（1612年） |            |
| 15世 | 日雄            | 元和3年1月13日（1617年）   |            |
| 36世 | 日義            | 天保5年8月19日（1833年）   |            |
| 37世 | 日歓            | 万延1年5月28日（1860年）   |            |
| 38世 | 日光            | 明治19年6月23日（1886年）  |            |
| 39世 | 日光            | 明治33年9月16日（1900年）  |            |
| 40世 | 日栄            | 大正14年11月3日（1925年）  |            |
| 41世 | 日励            | 昭和31年6月20日（1956年）  |            |
| 42世 | 日光            | 昭和21年12月2日（1946年）  |            |
| 43世 | 日珠            | 昭和53年9月30日（1978年）  | 63歳       |
| 44世 | 鶏内智賢 (日等) |                            |            |
| 45世 | 鶏内泰源 (日登) |                            |            |

## 交通
- JR横須賀線逗子駅下車徒歩20分
- JR横須賀線逗子駅から京浜急行バス逗22系統・ハイランド循環「久木五丁目」下車徒歩2分
- JR横須賀線逗子駅から京浜急行バス逗29系統・亀が岡団地循環、鎌30系統・名越経由鎌倉行き「法性寺」下車徒歩2分

### 京都 法性寺
- 京阪鴨東線 出町柳駅から0.1km